# Bromus variegatus
Bromus variegatus är en gräsart som beskrevs av Friedrich August Marschall von Bieberstein. Bromus variegatus ingår i släktet lostor, och familjen gräs. Utöver nominatformen finns också underarten B. v. villosulus.